# Luis Sáez (dramaturgo)
Luis Alberto Sáez es un dramaturgo argentino, nacido en 1958, ganador de numerosos premios.

## Formación
Su formación se inicia en el ISER en 1982, y continua en ála EMAD (1987/ 88, curso de formación de autores). Es luego discípulo de Roberto Cossa, Mauricio Kartun, Eduardo Rovner, Bernardo Carey, Roberto Perinelli y Cernadas Lamadrid. 

## Actividad Profesional
Desde 1987 desempeña un papel destacado en la dramaturgia argentina, lo que lo ha llevado a obtener diversos premios en su especialidad.

El dramaturgo Eduardo Rovner afirma que:

Luis Sáez es un autor teatral perteneciente a la generación posterior a grandes dramaturgos como Roberto Tito Cossa, Ricardo Monti, Griselda Gambaro, entre otros, que no escapa, felizmente, a estos principios de rebeldía frente a lo instituido. Y como sucede muchas veces, quienes continúan épocas que marcan caminos, hacen, por un lado, síntesis de los estilos de aquellos y, por otra parte, buscan nuevas formas de contar sus propias historias. Es así que Luis Sáez crea mundos reconocibles que, a través de situaciones con mucho humor, casi inmediatamente, se tornan riesgosos hasta terminar, en muchos casos, trágicamente.

Fue dramaturgista en la Escuela de Teatro de Buenos Aires, dirigida por Raúl Serrano, y asistente en la cátedra de dramaturgia de Mauricio Kartun en la Universidad Popular de Madres de plaza de Mayo.
Fue docente en los talleres de dramaturgia de la Dirección de Cultura de Morón, Buenos Aires, y ha dictado seminarios en el Interior del País, Argentina, dentro del Plan de Fomento a la Actividad Teatral del Instituto Nacional de Teatro. 
Es habitual columnista en las revistas teatrales Dionisio y Teatro del Celcit.
Se ha desempeñado como asesor en el Consejo Nacional de Políticas Sociales bajo la dirección de Gabriela Agosto 
Asimismo se ha desempeñado como Jurado de numerosos concursos, entre que los que se destacan el Premio Municipal Ciudad Autónoma de Buenos Aires, teatro, y el premio Argentores 2014.

## Premios
1987 – Tercer Premio Luis José de Tejeda, Pcia de Córdoba, Argentina, por La Malaleche.

1991 – Mención Concurso Dramaturgia Teatro IFT por Sueño de una Noche de Lugano.

1992 – Primer Concurso de Teatro Semimontado organizado por el Teatro Nacional Cervantes de la Argentina. La Malaleche

1999 – Primer Premio Concurso Osvaldo Soriano, Mar del Plata, Argentina, por Camellos.

1999 – Mención especial Concurso Nacional Obras de Teatro, Instituto Nacional de Teatro, Argentina, por Matando se come pan.

2000 – Mención especial Concurso Premio Atahualpa del Cioppo, Teatro El Galpón, Montevideo, por ‘’Monos Con Navaja’’.

2000 – Primer Premio Concurso Nacional de Dramaturgia organizado por el GETEA, Grupo de Estudios de Teatro Argentino, por ‘’Kamikaze’’.

2001 – Concurso Nacional Obras de Teatro, convocado por la Asociación Argentina de Actores: Subsidio especial a ‘’Suicidador’’y  Mención a ‘’Stán y Ollie navegan hacia el olvido’’ (versión libre de la novela de Osvaldo Soriano ‘’Triste solitario y final’’)

2001 – Terna mejor autor dramático temporada 2000/2001 para los premios María Guerrero, por ‘’Camellos’’.

2002 – Terna Mejor autor dramático a la temporada 2000/2001 para los premios "Florencio Sánchez” por ‘’Camellos’’.

2003 – Primer Premio Concurso Nacional Obras de Teatro de Humor, Biblioteca Teatral Hueney, Zapala, Argentina, por ‘’Saratoga Box’’. 

2008 - Tercer Premio Municipal Ciudad de Buenos Aires Bienio 2001/2002 Obra Estrenada por ‘’Monos con Navaja’’.

2011 - Primer Premio Municipal Ciudad Autónoma de Buenos Aires, bienio 2004/2005, otorgado en 2011, por ‘’Kamikaze’’. 

2012 - Beca a la Creación del FONDO NACIONAL DE LAS ARTES, a resultas de la cual escribe ‘’El caso Lucich, dramaturgia sumaria e hipotética’’.

2014 - Premio Argentores a la mejor obra de autor nacional, temporada 2013, categoría Adultos, por ‘’El ángel del subsuelo’’.

## Obras teatrales estrenadas
1985 – ‘’Acadentro ‘’.

1992 – ‘’La Malaleche‘’.

2000 – ‘’Camellos ‘’

2001 – ‘’Monos con Navaja‘’.

2001 – ‘’El Suicidador‘’

2001 – ‘’Cartón Pintado‘’.

2001 – ‘’Drácula, Inquilino de la desgracia’’

2001 – ‘’Sólo cuando muera‘’

2001 – ‘’Aróstegui, con acento en la ó... ‘’ 

2004 – ‘’Kamikaze‘’,

2004 – ‘’Con la mano de Dios‘ (Anguila y Gamarra tocaron el cielo)” 

2004 – ‘’Saratoga Box‘’. 

2004 – ‘’Mísero Bufo‘’. 

2008/ 09 - ‘’Vergüenza Ajena‘’, parte del espectáculo ‘’Darse Cuenta/adicciones‘’.

2009 - ‘’El Alivio‘’.

2009 - ‘’Sara (mi vecina del segundo cé)‘’.

2008/ 09 - ‘’El espíritu de los cerezos‘’, adaptación de ‘’El Jardín de los cerezos‘’ de Antón Chéjov..